# Borolia cruegeri
Borolia cruegeri är en fjärilsart som beskrevs av Butler 1886. Borolia cruegeri ingår i släktet Borolia och familjen nattflyn. Inga underarter finns listade i Catalogue of Life.